# Parkersburg (Iowa)
Parkersburg es una ciudad situada en el condado de Butler, Iowa, Estados Unidos. Tiene una población estimada, a mediados de 2022, de 2002 habitantes.

## Geografía
La localidad está ubicada en las coordenadas 42°34′26″N 92°46′42″O / 42.57389, -92.77833 (42.573851, -92.77845). Según la Oficina del Censo, tiene una superficie de 3.75 km², correspondientes en su totalidad a tierra firme.

## Demografía
Según el censo de 2020, en ese momento había 2015 personas residiendo en la localidad. La densidad de población era de 537.33 hab./km². El 96.13% de los habitantes eran blancos, el 0.15% eran afroamericanos, el 0.35% eran amerindios, el 0.15% eran asiáticos, el 0.20% eran de otras razas y el 3.03% eran de una mezcla de razas. Del total de la población, el 1.19% eran hispanos o latinos de cualquier raza.